# Velocidad aerodinámica

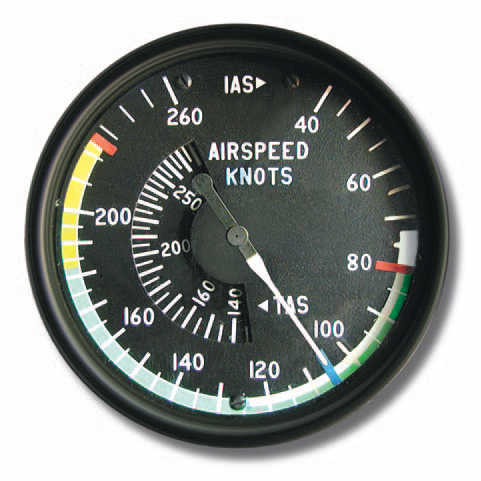
Un indicador de la velocidad aérea es un instrumento de vuelo que muestra la velocidad del aire. Este indicador de velocidad aerodinámica tiene marcas estandarizadas para un avión multimotor.

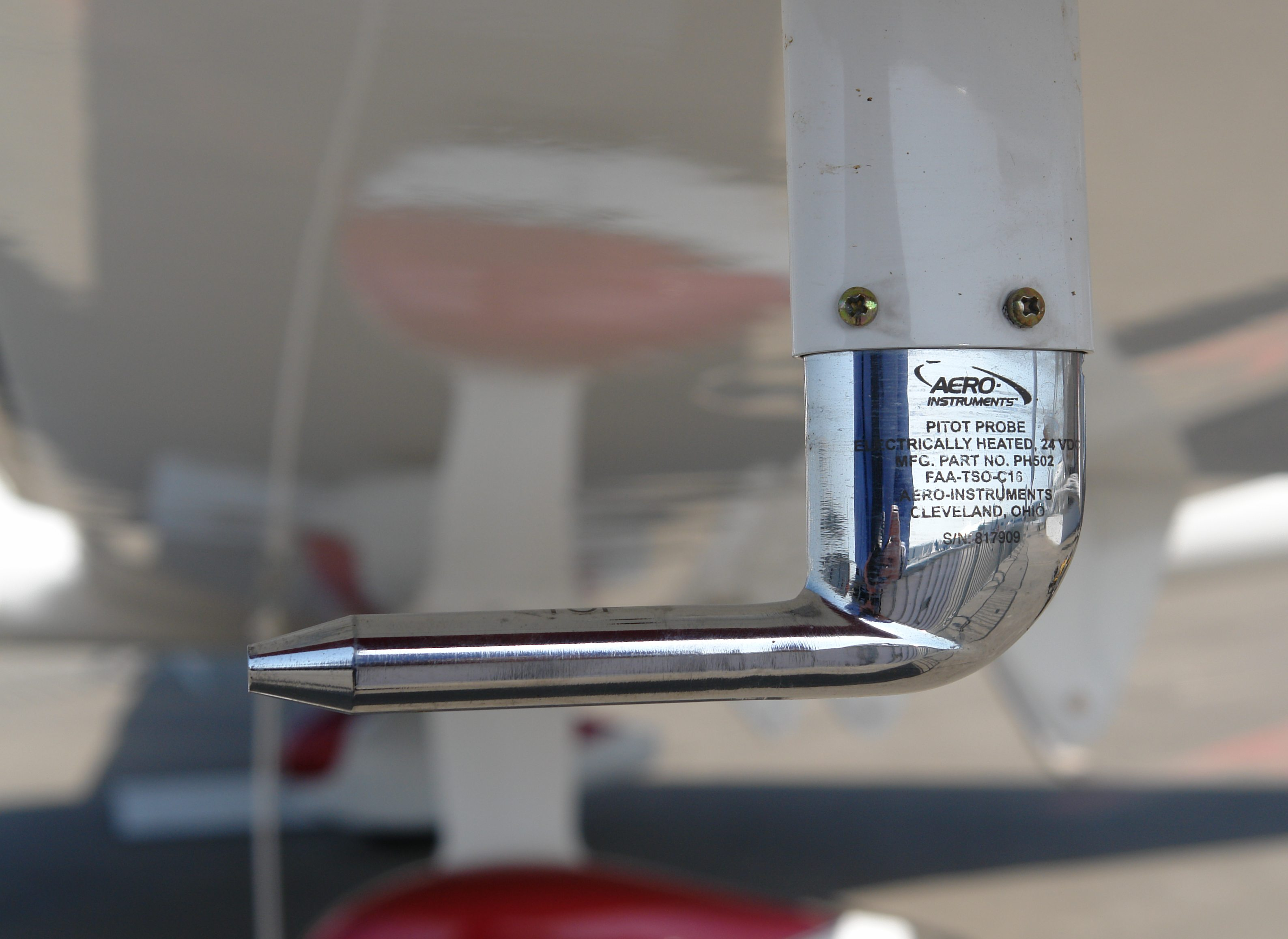
Los aviones tienen tubos dePitot para medir la velocidad del aire.

En aviación, la velocidad aerodinámica es la velocidad de una aeronave con respecto al aire. Entre las convenciones comunes para calificar la velocidad aerodinámica están:
- Velocidad indicada ("IAS"), lo que se lee en un manómetro conectado a un sistema pitot-estática;
- Velocidad calibrada ("CAS"), velocidad aerodinámica indicada ajustada por la posición del sistema pitot y el error de instalación;
- Velocidad equivalente del aire ("EAS"), velocidad aerodinámica calibrada ajustada por los efectos de la compresibilidad;
- Velocidad verdadera ("TAS"), velocidad aerodinámica equivalente ajustada por la densidad del aire, y es también la velocidad de la aeronave a través del aire en el que está volando.

La velocidad aérea calibrada suele estar cerca de unos pocos nudos de la velocidad aérea indicada, mientras que la velocidad aérea equivalente disminuye ligeramente respecto a la TAS a medida que aumenta la altitud de la aeronave o a altas velocidades.
Con la EAS constante, la velocidad aerodinámica real aumenta a medida que aumenta la altitud de la aeronave. Esto se debe a que la densidad del aire disminuye con la altitud.
La medición e indicación de la velocidad aerodinámica se realiza normalmente a bordo de una aeronave mediante un indicador de la velocidad aérea ("ASI") conectado a un sistema pitot-estática. El sistema pitot-estático comprende uno o más sondas de Pitot (o tubos) orientados hacia el flujo de aire entrante para medir la presión de Pitot (también llamada estancamiento, presión total o de ariete) y uno o más puertos estáticos para medir la presión estática en el flujo de aire. Estas dos presiones son comparadas por el ASI para dar una lectura del IAS.

## Unidades
La velocidad del aire se suele indicar en nudos (kn). Desde 2010, la Organización de Aviación Civil Internacional (OACI) recomienda el uso de kilómetros por hora (km/h) para la velocidad del aire (y metros por segundo para la velocidad del viento en las pistas), pero permite el uso del estándar de facto de los nudos, y no tiene una fecha establecida sobre cuándo dejar de hacerlo.
La industria de la aviación en Rusia y China, así como las tripulaciones de los aviones rusos/chinos, utilizan actualmente los km/h para informar de la velocidad aerodinámica.[cita requerida] Muchos aviones planeadores europeos actuales también indican la velocidad aérea en kilómetros por hora.[cita requerida] Algunos aviones más antiguos, como Aviones alemanes de la Segunda Guerra Mundial, también indicaban la velocidad aérea en kilómetros por hora.[cita requerida]
Sin embargo, en los vuelos de gran altura, a veces se utiliza el número de Mach para informar de la velocidad aérea. A veces también se utilizan otras unidades para la velocidad del aire, incluyendo millas por hora (mph) o metros por segundo.[cita requerida]

## Velocidad indicada
El indicador de la velocidad aérea (IAS) es la lectura del indicador de la velocidad aérea (ASIR) no corregida por los errores de los instrumentos, de la posición y otros. De las definiciones actuales de la EASA: Por velocidad aérea indicada se entiende la velocidad de una aeronave tal y como se muestra en su indicador estático de velocidad aérea pitot calibrado para reflejar el flujo compresible adiabático de la atmósfera estándar a nivel del mar sin corregir por errores del sistema de velocidad aérea.
Fuera del antiguo bloque soviético, la mayoría de los indicadores de velocidad aérea muestran la velocidad en nudos (milla náutica por hora). Algunos aviones ligeros tienen indicadores de velocidad aérea que muestran la velocidad en millas por hora o en kilómetros por hora.
Un indicador de la velocidad aérea es un manómetro diferencial con la lectura de la presión expresada en unidades de velocidad, en lugar de presión. La velocidad aerodinámica se deriva de la diferencia entre la presión del aire de ariete del tubo de pitot, o presión de estancamiento, y la presión estática. El tubo de pitot se monta mirando hacia delante; la presión estática se detecta frecuentemente en los puertos estáticos de uno o ambos lados de la aeronave. A veces, ambas fuentes de presión se combinan en una sola sonda, un tubo de pitot-estático. La medición de la presión estática está sujeta a errores debido a la incapacidad de colocar los puertos estáticos en posiciones donde la presión es la verdadera presión estática en todas las velocidades del aire y actitudes. La corrección de este error es la corrección del error de posición (PEC) y varía para diferentes aviones y velocidades del aire. Otros errores del 10% o más son comunes si el avión se pilota en vuelo "descoordinado".

## Velocidad calibrada del aire
La velocidad aerodinámica calibrada (CAS) es la velocidad aerodinámica indicada corregida por los errores de los instrumentos, el error de posición (debido a la presión incorrecta en el puerto estático) y los errores de instalación.
Los valores de velocidad aerodinámica calibrada inferiores a la velocidad del sonido a nivel del mar estándar (661,4788 nudos) se calculan como sigue:
{\displaystyle V_{c}=A_{0}{\sqrt {5{\Bigg [}{\bigg (}{\frac {q_{c}}{P_{0}}}+1{\bigg )}^{\frac {2}{7}}-1{\Bigg ]}}}} menos la posición y la corrección de errores de instalación.
donde
{\displaystyle V_{c}\ ,} es la velocidad del aire calibrada,
{\displaystyle q_{c}\ ,} es la presión de impacto (pulgadas Hg): la diferencia entre la presión total y la presión estática,
{\displaystyle P_{0}\ ,} es 29,92126 pulgadas Hg; la presión estática del aire a nivel del mar estándar,
{\displaystyle A_{0}\ ,} es 661,4788 nudos;, la velocidad del sonido a nivel del mar estándar.
Se pueden utilizar unidades distintas a los nudos y a las pulgadas de mercurio, si se utilizan de forma coherente.
Esta expresión se basa en la forma de la ecuación de Bernoulli aplicable al flujo compresible isentrópico. Los valores de {\displaystyle P_{0}} y {\displaystyle A_{0}} son consistentes con la ISA es decir, las condiciones bajo las cuales se calibran los indicadores de velocidad del aire.

## Velocidad equivalente del aire
La velocidad equivalente del aire (EAS) se define como la velocidad aerodinámica a nivel del mar en la International Standard Atmosphere en la que la presión dinámica (incompresible) es la misma que la presión dinámica a la velocidad verdadera (TAS) y la altitud a la que vuela el avión. Es decir, se define por la ecuación:
{\displaystyle {\frac {1}{2}}\rho _{0}(\mathrm {EAS} )^{2}={\frac {1}{2}}\rho (\mathrm {TAS} )^{2}}
donde 
{\displaystyle \rho \,} es la densidad del aire a la altitud a la que vuela el avión en ese momento;
{\displaystyle \rho _{0}\,} es la densidad del aire a nivel del mar en el International Standard Atmosphere (1.225 kg/m3 or 0.00237 slug/ft3).
La EAS es una medida de la velocidad del aire que es una función de la presión dinámica incompresible. El análisis estructural suele realizarse en términos de presión dinámica incompresible, por lo que la velocidad equivalente del aire es una velocidad útil para las pruebas estructurales. La importancia de la velocidad equivalente del aire radica en que, a números de Mach inferiores al inicio de la resistencia a las ondas, todas las fuerzas y momentos aerodinámicos de una aeronave son proporcionales al cuadrado de la velocidad equivalente del aire. Así, el manejo y la "sensación" de una aeronave, así como las cargas aerodinámicas sobre ella, a una velocidad equivalente del aire dada, son casi constantes e iguales a las del nivel del mar estándar, independientemente de las condiciones de vuelo reales.
A la presión a nivel del mar de la estándar, la CAS y la EAS son iguales. Hasta unos 200 nudos de CAS y 10 000 pies (3000 m), la diferencia es insignificante, pero a velocidades y altitudes más elevadas la CAS difiere de la EAS debido a la compresibilidad.

## Velocidad verdadera
La velocidad verdadera (TAS; también KTAS, para nudos de velocidad verdadera) de una aeronave es la velocidad de la aeronave en relación con la masa de aire en la que vuela. La velocidad verdadera y el rumbo de una aeronave constituyen su velocidad en relación con la atmósfera.

### Usos de la velocidad aerodinámica verdadera
La velocidad aerodinámica real es una información importante para la navegación precisa de una aeronave. Para mantener una pista de tierra deseada mientras vuela en una masa de aire en movimiento, el piloto de una aeronave debe utilizar el conocimiento de la velocidad del viento, la dirección del viento y la velocidad verdadera del aire para determinar el rumbo requerido. Véase triángulo de vientos.
La TAS es la verdadera medida del rendimiento de la aeronave en crucero, por lo que es la velocidad que aparece en las especificaciones de la aeronave, los manuales, las comparaciones de rendimiento, los informes de los pilotos y todas las situaciones en las que es necesario medir el rendimiento de crucero o de resistencia. Es la velocidad que normalmente aparece en el plan de vuelo, también utilizada en la planificación del vuelo, antes de considerar los efectos del viento.
Dado que la velocidad aérea indicada es un mejor indicador de la potencia utilizada y de la sustentación disponible, la velocidad aérea real no se utiliza para controlar la aeronave durante el rodaje, el despegue, el ascenso, el descenso, la aproximación o el aterrizaje; para estos fines se utiliza la Velocidad indicada – se usan IAS o KIAS (nudos de velocidad indicada).

### Medición de la velocidad real

Un indicador mecánico de la velocidad verdadera de un avión, que muestra la velocidad en knots (kn) y millas por hora (mph). El piloto ajusta la altitud de la presión y la temperatura del aire en la ventana superior utilizando el mando; la aguja indica la velocidad verdadera del aire en la ventana inferior izquierda.

La velocidad real del aire está relacionada con el número de Mach {\displaystyle M} y la velocidad del sonido {\displaystyle c} por
{\displaystyle \mathrm {TAS} =cM}
Tanto el número de Mach como la velocidad del sonido pueden calcularse utilizando mediciones de presión de impacto, presión estática y temperatura del aire exterior.
A nivel del mar en la Atmósfera Estándar Internacional (ISA) y a bajas velocidades donde la compresibilidad del aire es despreciable (y por tanto se puede suponer una densidad del aire constante), la TAS es igual a la CAS. Por encima de aproximadamente 100 km/h, el error de compresibilidad aumenta significativamente.
En vuelo, se puede calcular con una calculadora de vuelo E6B Flight Computer o equivalente.
Dado que las variaciones de temperatura tienen una influencia menor, se puede estimar aproximadamente que el error de ASI indica alrededor de un 2% menos que la TAS por 1000 m de altitud sobre el nivel del mar. Por ejemplo, un avión que vuela a 15 000 m en la atmósfera estándar internacional con una IAS de 100 km/h, está volando realmente a 126 km/h TAS.

## Enleces externos
- Kevin Brown. «True, Equivalent, and Calibrated Airspeeds». MathPages.

## Calculadoras
- Dan Israel Malta. «MaltApplication». Aeronautical and Atmospheric Calculator, windows and android applications.
- Luiz Monteiro. «Altimetry». Calculators factor compressibility, heating due to friction and other variables.
- Luiz Monteiro. «Wind & Time - Speed - Distance». Account for changes in fuel density due to temperature.
- Baruch Kantor. «Atmospheric Calculator». NewByte Flight Dynamics.

- Datos: Q1197176
- Multimedia: Wind speed / Q1197176